# Магматична формація
Магмати́чна форма́ція — природна, стійка асоціація магматичних гірських порід, що закономірно виявляється в певній геологічній обстановці в процесі розвитку різновікових, але однотипних геотектонічних структур земної кори і зберігає при цьому характерні особливості складу, внутрішньої будови і співвідношення з навколишнім середовищем.
За приналежністю до певних геотектонічних структур земної кори виділяють М.ф. складчастих областей, платформ і зон постконсолідаційної активізації областей завершеної складчастості або околичних частин платформ. Згідно з концепціями тектоніки плит виділяються формації, що утворюються при різних геодинамічних режимах в умовах сучасних структур і їх палеотипних аналогів (острівні дуги, околичні моря, океанічні рифти і ін.).